# Turany
Turany (em húngaro: Nagyturány) é uma cidade da Eslováquia, situada no distrito de Martin, na região de Žilina. Tem 46,75 km² de área e sua população em 2018 foi estimada em 4.271 habitantes.

## Demografia
| Ano:        | 1994 | 2004   | 2014   | 2024   |
| ----------- | ---- | ------ | ------ | ------ |
| Broj ljudi: | 4630 | 4406   | 4332   | 4085   |
| Razlika:    |      | -4,83% | -1,67% | -5,70% |

| Ano:               | 2023 | 2024   |
| ------------------ | ---- | ------ |
| Número de pessoas: | 4107 | 4085   |
| Diferença:         |      | -0,53% |